# 勤番グルメ ブシメシ!
『勤番グルメ ブシメシ!』（きんばんグルメ ブシメシ）は、土山しげるによる日本の歴史漫画・グルメ漫画。『コミック乱』（リイド社）にて2015年1月号（2014年11月27日発売）より『幕末単身赴任 ブシメシ!』と題して連載開始し、2016年2月号（2015年12月26日発売）より『勤番グルメ ブシメシ!』へと改題された。2017年7月号（5月27日発売）で一旦終了したが、同年12月号（10月27日発売）から再開された。土山は2018年5月24日に死去し、本作は同年5月号（3月27日発売）の「三十杯目」（第30話）を最後に未完となり、土山の絶筆作品の一つとなった。
単行本は、2015年12月に『勤番グルメ ブシメシ!』（第1巻）、2017年1月に『勤番グルメ ブシメシ! おかわり』（第2巻）、2019年12月には土山が戦国武将ゆかりの地を食べ歩くグルメルポ漫画「美味探求記」シリーズを併録した『勤番グルメ ブシメシ! ごちそうさま』（第3巻・最終巻）が刊行された。この他、廉価版も刊行されている。
著者名は土山しげるが単独で大書されているが、酒井伴四郎が原作、青木直己が協力として列記されている。酒井伴四郎は幕末の江戸での生活に関する詳細な日記（「酒井伴四郎日記」）を残した紀州藩士で、本作はその日記を基に伴四郎を主人公として描かれている。青木直己は虎屋文庫の主幹も務めた食文化史研究者で、「酒井伴四郎日記」を基に『幕末単身赴任 下級武士の食日記』（2005年、NHK出版）を著している。
NHK BSプレミアムにてテレビドラマ化され、2017年1月10日から2月28日まで第1シリーズが、2018年1月10日から2月21日まで第2シリーズが放送された。
NHK総合「土曜ドラマ」枠にて、放送中止となった『神様からひと言〜なにわ お客様相談室物語〜』に代わり、NHK BSプレミアム放送分の第6話から最終話（第8話）の3話分を50分拡大版へ再編集し最終話（第6話）とした全6話で2017年6月10日から7月15日まで放送された。
2019年1月19日から3月9日までNHK総合「土曜時代ドラマ」枠にて第2シリーズが放送された。

## 主な登場人物
酒井伴四郎（さかい ばんしろう）
主人公。28歳。紀州和歌山藩の下級武士。万延元年に国元に妻子を残して江戸勤番として単身赴任してきた。職務は藩主が様々な場で着用する装束の着用指導に当たる「衣紋方」。料理の腕は良く、作った料理を他の登場人物に褒められることも多い。
宇治田平三（うじた へいぞう）
伴四郎の叔父。伴四郎に同行し、江戸勤番を務める。職務は伴四郎と同じく衣紋方で、伴四郎の師匠にあたる。着付けに関することにはさすがに知識豊富だが、他の分野では知ったかぶりな言動も多い。
食い意地が張っており、伴四郎が炊いていた飯や買って来たおかずを密かに食べてしまうこともある。喰い過ぎなどで腹痛を起こすこともしばしば。伴四郎の悩みの種。
五郎右衛門（ごろうえもん）
姓は矢野、伴四郎の同僚。伴四郎と連れ立って遊びに行くこともある。
民助（たみすけ）、直助（なおすけ）
伴四郎の同僚。姓は大石、直助は民助の兄。民助は髪結いが得意で、何回か伴四郎も結ってもらっている。
喜代助（きよすけ）
原作では紀州和歌山藩の支藩にあたる伊予西条藩の藩士だが、作中では紀州藩士で同じ長屋で住んでいる設定となっている。姓は小野田。
玄潤（げんじゅん）
医師。伴四郎の部屋に遊びに来て酒を飲む仲。

## 書誌情報
土山しげる 『勤番グルメ ブシメシ!』 リイド社〈SPコミックス〉、全3巻
1. 勤番グルメ ブシメシ! （2015年12月28日発売） ISBN 978-4-8458-4739-6
  - 本編10話収録
  - 久住昌之との対談、『荒野のグルメ』の登場人物が特別出演する描き下ろし「あられ蕎麦」も収録[2]
2. 勤番グルメ ブシメシ! おかわり （2017年1月20日発売） ISBN 978-4-8458-4740-2
  - 13話収録
3. 勤番グルメ ブシメシ! ごちそうさま（2019年12月3日発売） ISBN 978-4-8458-4741-9
  - 本編7話収録
  - 特別収録1「その後の酒井伴四郎」 - 漫画化された部分以降の酒井伴四郎の略歴を青木直己の文で掲載
  - 特別収録2「美味探求記」 - 土山が戦国武将ゆかりのグルメを食べ歩くルポ漫画、全8話

- リイド社〈SPコミックス ポケットワイド〉（廉価版）
  - 勤番グルメブシメシ! 大盛り（2019年12月1日発売） ISBN 978-4-8458-5545-2 （23話収録）
  - 勤番グルメブシメシ! 完全版（2021年発売） （30話収録）

## テレビドラマ
『幕末グルメ ブシメシ!』（ばくまつグルメ ブシメシ）のタイトルで、NHK BSプレミアム「プレミアムよるドラマ」枠にて2017年1月10日から2月28日まで全8話で放送された。主演は瀬戸康史で本作がNHK連続テレビドラマ初主演。作品は一話完結型の構成。  NHK番組編成部門に子会社経由でなく直接提案できる「企画競争」にテレパックが企画提案し採用されて直接製作委託を受けて制作された。
NHK総合「土曜ドラマ」枠にて、放送中止となった『神様からひと言〜なにわ お客様相談室物語〜』に代わり、NHK BSプレミアム放送分の第6話から最終話（第8話）の3話分を50分拡大版へ再編集し最終話（第6話）とした全6話で2017年6月10日から7月15日まで放送された。
第2シリーズ『幕末グルメ ブシメシ!2』が、NHK BSプレミアムにて2018年1月10日から2月21日まで毎週水曜日の23:00 - 23:30に全7話で放送された。また、未放送シーンを加えた38分拡大版がNHK総合「土曜時代ドラマ」枠にて2019年1月19日から3月9日まで放送された
伴四郎の姓が「酒田」と変えられ、伴四郎らの藩が紀州和歌山藩から架空の高野藩に変更されている。
第2シーズンでは、高野藩から持ち出された書状を取り戻すため、酒田伴四郎が勤皇派の南海藩（架空の藩）に送り込まれる。

### キャスト
主人公
酒田伴四郎
演： 瀬戸康史

高野藩関係者
松平茂照
演： 草刈正雄
藩主。養子でありながら改革派として厳しく統率しているため、快く思っていない者も藩内には存在する。藩主としての能力は充分にあるが養子・清之助とは上手く向き合えていない。
哀川滲助
演： 草刈正雄
茂照の変装。中間として伴四郎を助け、第2シリーズでは伴四郎と共に南海藩に乗り込む。
お千代の方
演： 戸田恵子
茂照の正室。
矢沢五郎右衛門
演： 田中圭
伴四郎の幼なじみで同僚。第1シリーズのみ。
菊池庄兵衛
演： 徳井優
賄頭。平三のことを良く思ってはいない。
宇治井平三
演： 平田満
衣紋方。伴四郎の叔父。伴四郎のことは可愛がっているが、自分の出世のために伴四郎を利用したりもする。第2シリーズでは伴四郎と共に南海藩へと送り込まれる。
酒田すず
演： 三吉彩花
伴四郎の妻。料理上手であり、江戸に単身赴任となる伴四郎に料理の指南書を持たせる。茂照の命によって江戸へやって来て伴四郎を助ける。川原屋で働くことになる。
松平清之助
演： 若山耀人
藩主の跡継ぎ。養子。第2シリーズより。
青井若造
演： 若山耀人
清之助のお忍び時の偽名。命名者は伴四郎。
原田宗太郎
演： 笠原秀幸
清之助の側用人。父親は筆頭家老であったが失脚したこともあり、藩主・茂照と対立している。第2シリーズより。

南海藩関係者
宮田俊成
演： ユキリョウイチ
藩主。討幕を目標に、茂照の失脚を狙う。第2シリーズより。
山下新八
演： 桐山漣
勘定方。眼鏡をかけている。腕っぷしは弱いが算盤勘定には強い。賄方下働きのお常に恋心を抱く。第2シリーズより。
大田垣虎造
演： 平山祐介
藩士。肉体労働派。第2シリーズより。
（藩士）
演： 斉藤一平
大田垣の部下。第2シリーズより。
お徳
演： 徳井優（二役）
女中頭。藩内の実権を担う裏の実力者。第2シリーズより。
桔梗屋源次
演： 国広富之
南海藩に出入りしている廻船問屋。南海藩へ多額の貸し付けをしていることから実質的に藩を牛耳っている。第2シリーズより。

鶏鍋「きじや」関係者
お羽
演： 草刈麻有
江戸でも評判の店の看板娘。店主の娘。第2シリーズでは女将。
お里
演： 吉田沙保里
お羽の幼馴染で常連客。大店の娘で入り婿募集中。

仕出し「川原屋」関係者
お菊
演： 酒井若菜
店主。亡き夫の残した店を守るために切り盛りしてるが、料理絡みで現れる伴四郎を快くは思っていない。
与一
演： クロちゃん（安田大サーカス）
手代。「川原屋」には15年勤めている。実は茂照の隠し子だが本人は知らない。

その他
お常
演： 萩原みのり
南海藩賄方の下働きだったが…。エゲレス公使の妾になったり…。第2シリーズより。
アンソニー・アボット
演： 厚切りジェイソン
エゲレス公使。武器を南海藩に売り込もうとしている。わがままで好色家。第2シリーズより。
アーロン
演： ボビー・オロゴン
アボットの警固役。第2シリーズより。

### ゲスト
※以下の話数はBSプレミアムでのもの。

第3話
- 小車の母 - 大島蓉子
- 立石藩藩主・浅野近道 - 大森輝順
- 立石藩力士・小車 - 森田甘路
- 立石藩親方 - 斉藤慎二
- 立石藩力士・雲海 - 両國宏
- 高野藩力士・竹若 - 一ノ瀬ワタル
- 行司 - 竹内一馬

第4話
- 磯部源次 - 阪田マサノブ（第7・最終話）
- 家老・栗山 - 永倉大輔（第4話 - ）
- 家老・原田 - 桜木健一（第4話 - ）

第5話
- 十三 - 土屋佑壱

第6話
- 京一 - 坪倉由幸
- おりん - 山口あゆみ
- 親戚衆 - 有福正志
- 親戚衆 - 西慶子
- 親戚衆 - 山崎千恵子
- 親戚衆 - 大橋一三
- 親戚衆 - 吉増裕士
- 飛脚 - 岩永智

第7話
- 密偵・お松 - 三吉彩花（二役）（最終話）

第2シリーズ

第1話
- 村田（家老） ‐ 須永慶（第2・4話）

第3話
- 須藤 仁左衛門（英語学者、お常の父親） - 辻萬長（ - 第6話）

第6話
- 左平次（同心） - おかやまはじめ

### スタッフ
- 原作 - 土山しげる『勤番グルメ ブシメシ!』
- 脚本 - 櫻井剛[3]
- 音楽 - 辻陽
- 語り - 櫻井孝宏
- 制作統括 - 出水有三、藤尾隆（テレパック）
- 演出 - 山内宗信、金澤友也、雫石瑞穂[3]
- 企画協力 - 柴田幹雄
- 制作・著作 - テレパック、NHK

### 放送日程

#### NHK BSプレミアム
第1シリーズ
| 放送回 | 放送日        | サブタイトル           | 演出     |
| ------ | ------------- | ---------------------- | -------- |
| 第一話 | 2017年1月10日 | 茶粥でチャ・チャ・チャ | 山内宗信 |
| 第二話 | 1月17日       | 筍と蛤のルンバ         | 山内宗信 |
| 第三話 | 1月24日       | 蒟蒻エレジー           | 金澤友也 |
| 第四話 | 1月31日       | 鳥唐揚げのカピタンゴ   | 金澤友也 |
| 第五話 | 2月07日       | 鶏と卵の親コンチェルト | 山内宗信 |
| 第六話 | 2月14日       | 鯛のセレナーデ         | 雫石瑞穂 |
| 第七話 | 2月21日       | 渋柿レクイエム         | 金澤友也 |
| 最終話 | 2月28日       | 魂のブシメシ！         | 山内宗信 |

第2シリーズ
| 放送回 | 放送日        | サブタイトル             | 演出     |
| ------ | ------------- | ------------------------ | -------- |
| 第一話 | 2018年1月10日 | おでんシチュウにムチュウ | 山内宗信 |
| 第二話 | 1月17日       | 味噌にぎり食べてミソ     | 小林達夫 |
| 第三話 | 1月24日       | オムレット食べよット     | 小林達夫 |
| 第四話 | 1月31日       | 栗の五目煮でびっクリ     | 山内宗信 |
| 第五話 | 2月07日       | きのこまんぢうこわい     | 雫石瑞穂 |
| 第六話 | 2月14日       | 大蒜あられで鬼もタイサン | 小林達夫 |
| 最終話 | 2月21日       | 魂のブシメシ!! 弐        | 山内宗信 |

#### NHK総合
第1シリーズ
| 放送回 | 放送日        | サブタイトル           | 演出     | 備考                              |
| ------ | ------------- | ---------------------- | -------- | --------------------------------- |
| 第一話 | 2017年6月10日 | 茶粥でチャ・チャ・チャ | 山内宗信 |                                   |
| 第二話 | 6月17日       | 筍と蛤のルンバ         | 山内宗信 |                                   |
| 第三話 | 7月01日       | 蒟蒻エレジー           | 金澤友也 |                                   |
| 第四話 | 7月08日       | 鳥唐揚げのカピタンゴ   | 金澤友也 |                                   |
| 第五話 | 7月15日       | 鶏と卵の親コンチェルト | 山内宗信 |                                   |
| 最終話 | 7月15日       | 魂のブシメシ！         |          | 50分拡大版。21:00 - 21:50に放送。 |

第2シリーズ
| 放送回 | 放送日        | サブタイトル             | 演出     |
| ------ | ------------- | ------------------------ | -------- |
| 第一話 | 2019年1月19日 | おでんシチュウにムチュウ | 山内宗信 |
| 第二話 | 2月2日        | 味噌にぎり食べてミソ     | 小林達夫 |
| 第三話 | 2月9日        | オムレット食べよット     | 小林達夫 |
| 第四話 | 2月16日       | 栗の五目煮でびっクリ     | 山内宗信 |
| 第五話 | 2月23日       | きのこまんぢうこわい     | 雫石瑞穂 |
| 第六話 | 3月02日       | 大蒜あられで鬼もタイサン | 小林達夫 |
| 最終話 | 3月09日       | 魂のブシメシ!! 弐        | 山内宗信 |

- 2017年6月24日は『第101回日本陸上選手権 第2日』実況中継のため休止。
- 2017年7月15日は2話分放送。詳細は前述参照。
- 2019年1月26日はテニス中継のため休止。

### 関連番組

#### 幕末グルメ ブシメシ!外伝 メシ物語
- 「幕末グルメ ブシメシ!外伝 メシ物語」というタイトルで5分版8本、2分版4本のミニ番組が制作され、ドラマ本編放送開始前の2016年末から放送開始された。
- 2分版は5分版を編集したもので「BSプレマップ ブシメシ!」と同じ2分であるため混同されやすいが、全く別映像である。
- 初回放送局は5分版第7回が総合で放送されたのを除き、全てBSプレミアムで行われた。
- 5分版第7回は総合で初回放送後、BSプレミアムで再放送されたため、BSプレミアムでは全作品が放送されている。
- 2分版第1回、第2回はBS1でも再放送された。
- 放送枠（曜日、時間）は決められていない。
- 初回放送後、再放送も繰り返し行われた。
- 番組HPでも視聴できる。
- 放送リストを初回放送順に下記にまとめる（サブタイトル表記はNHK表記に準ずる）。

| 放送回（初回放送日時）               | サブタイトル                                                           |
| ------------------------------------ | ---------------------------------------------------------------------- |
| 5分版第1回（2016年12月30日 4時55分） | 「はじめてのマネキンチャレンジ」「殿もマネキンやってみた」             |
| 5分版第2回（2016年12月30日 5時00分） | 「吉田沙保里の女磨きチャレンジ!」                                      |
| 2分版第1回（2016年12月30日 5時05分） | 「伴四郎のイケメンクッキング!」                                        |
| 5分版第3回（2017年 1月17日15時55分） | 「妻すずの愛の抜き打ち調査!」                                          |
| 5分版第4回（2017年 1月18日11時46分） | 「クロちゃんの父をさがして三千歩」                                     |
| 5分版第5回（2017年 1月19日11時46分） | 「草刈親子のブシメシ!トーク」                                          |
| 2分版第2回（2017年 1月20日20時43分） | 「クロちゃんのバースデーケーキ クイズでチャレンジ!」                   |
| 5分版第6回（2017年 1月24日15時05分） | 「密着 斉藤慎二 ジャングルポケット」                                   |
| 2分版第3回（2017年 1月24日18時55分） | 「密着 斉藤慎二 ジャングルポケット」                                   |
| 5分版第7回（2017年 2月 5日 3時20分） | 「マネキンチャレンジ お菊さんの財布を探せ!」（唯一NHK総合で初回放送）  |
| 2分版第4回（2017年 2月14日 3時16分） | 「殿の華麗なる変化!」                                                  |
| 5分版第8回（2017年 2月15日17時55分） | 「ブシメシ! エピソード０（ゼロ）」                                     |
| 5分版第7回（2017年 2月16日11時45分） | 「マネキンチャレンジ お菊さんの財布を探せ!」（BSプレミアムで初回放送） |

#### その他の関連番組
- BSプレマップ プレミアムよるドラマ「幕末グルメ ブシメシ！」（2016年12月22日 14:52 - 14:54、NHK BSプレミアム）
- BSコンシェルジュ 「プレミアムよるドラマ“幕末グルメ ブシメシ！”〜草刈正雄」（2017年1月20日 12:20 - 12:43、NHK総合）
- BSプレマップ プレミアムよるドラマ「幕末グルメ ブシメシ！」後半の見どころ（2017年1月26日 17:52 - 17:54、NHK BSプレミアム）